# Arteria hepática común
En anatomía, la arteria hepática común (TA: arteria hepatica communis) es una corta arteria que se origina en la arteria celíaca.

## Ramas
Presenta las siguientes ramas:
- gastroduodenal.[1]
- gastrica derecha.[1]

| Rama                     | Detalles |
| arteria hepática propia  | irriga la vesícula biliar -por medio de la arteria cística- y el hígado -por medio de las arterias hepáticas derecha e izquierda-. |
| arteria gástrica derecha | irriga el estómago, y se anastomosa con la arteria gástrica izquierda.***                                                          |
| arteria gastroduodenal   | se ramifica en la arteria gastroepiploica derecha y la arteria pancreaticoduodenal superior.                                       |

## Distribución
Irriga el estómago, páncreas, duodeno, hígado, vesícula biliar y epiplón mayor.

## Imágenes adicionales

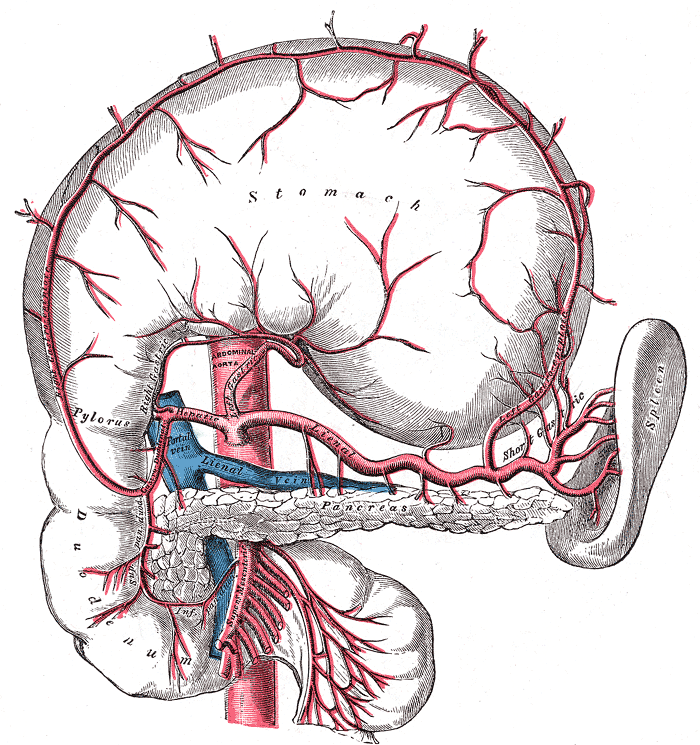
Arteria celíaca y sus ramas; el estómago ha sido elevado y el peritoneo retirado.
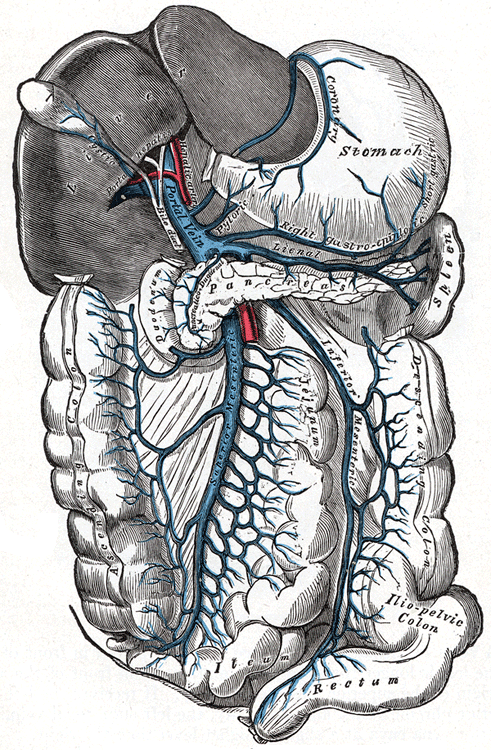
Vena porta y sus tributarias.
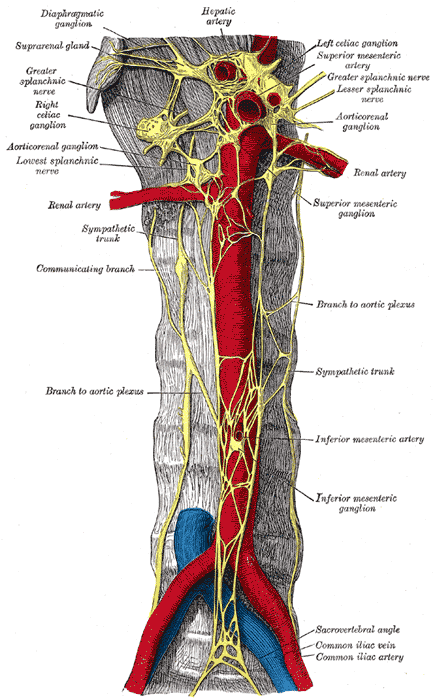
Porción abdominal del tronco simpático, con los plexos celíaco e hipogástrico.
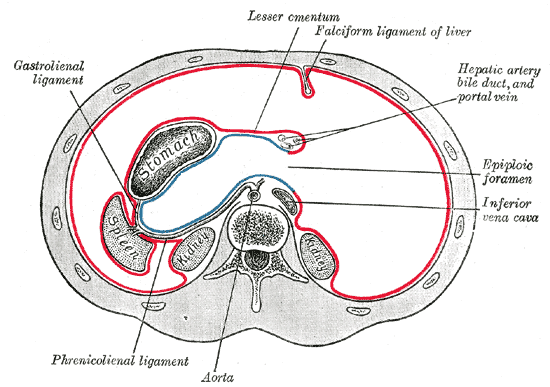
Disposición horizontal del peritoneo en la parte superior del abdomen.